# Stefan Zierke

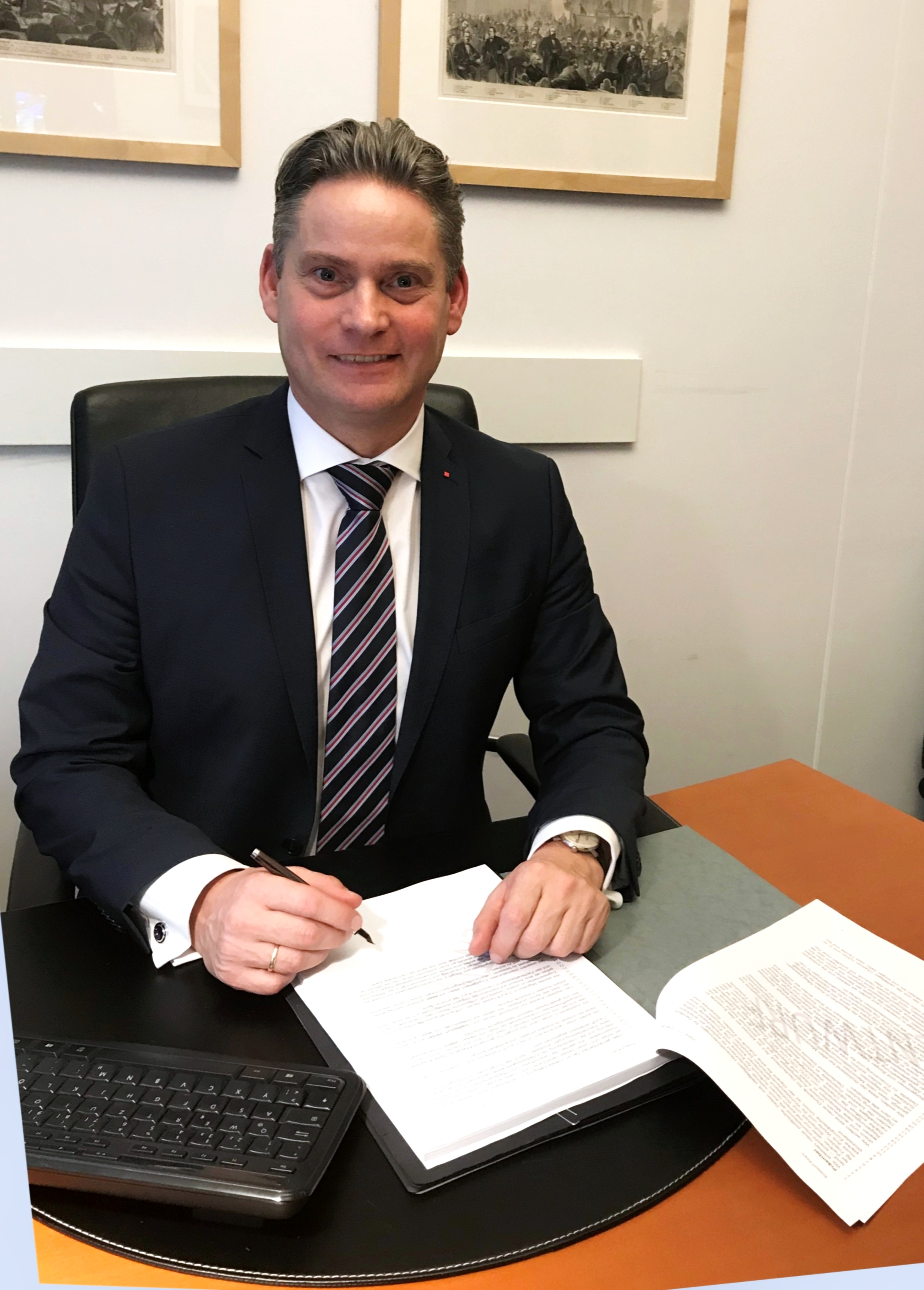
Stefan Zierke (2019)

Stefan Zierke (* 5. Dezember 1970 in Prenzlau, Bezirk Neubrandenburg, DDR) ist ein deutscher Politiker (SPD), Werkzeugmacher, Touristikfachwirt. Seit 2013 ist er Mitglied des deutschen Bundestages. Er war von 2018 bis 2021 Parlamentarischer Staatssekretär bei der Bundesministerin für Familie, Senioren, Frauen und Jugend im Kabinett Merkel IV.

## Familie, Ausbildung und Beruf
Stefan Zierke wurde 1970 als Sohn eines Kfz-Meisters und einer stomatologischen Fachschwester in Prenzlau geboren, wo er auch seine Kindheit und Jugend verbrachte. Zierke hat eine ältere Schwester. Seit 1996 ist er verheiratet und ist Vater von zwei Kindern.
Nach der Schulzeit begann Stefan Zierke seine Lehre, die er 1987 als Werkzeugmacher abschloss. Anschließend trat Zierke 1990 seinen Wehrdienst in der Vermessungseinheit II in Prenzlau an. Den Wehrdienst leistete er zunächst in der NVA und dann später in der Bundeswehr ab. Im Jahr 1993 folgte eine weitere Ausbildung zum Reiseverkehrskaufmann mit IHK Abschluss und die Arbeit in diesem Bereich bei BAF Reisen. In den Folgejahren war Zierke für die Vollreisebüros der Volksbank Uckermark in Templin und Prenzlau zuständig. Ab 1997 absolvierte Stefan Zierke neben seiner beruflichen Tätigkeit eine Weiterbildung zum Touristikfachwirt bei der IHK zu Berlin.
Ab 2003 war Stefan Zierke zunächst als Geschäftsführer des Tourismusverbandes Uckermark tätig. Ab 2005 wurde er Geschäftsführer der Tourismus Marketing Uckermark.

## Politik

### Politische Laufbahn
Stefan Zierke trat 2008 der SPD bei, gehört seitdem der Stadtverordnetenversammlung von Prenzlau für die SPD-Fraktion an und war zudem deren Vorsitzender von 2009 bis 2014. Im selben Zeitraum war Zierke zudem Vorsitzender des Aufsichtsrates der Stadtwerke Prenzlau.
Seit 2014 ist Zierke Kreistagsabgeordneter im Landkreis Uckermark. Zudem ist Stefan Zierke seit 2018 Mitglied im Landesvorstand der SPD Brandenburg und ist Unterbezirksvorsitzender der SPD Uckermark.

### Abgeordneter
Bei der Bundestagswahl 2013 kandidierte Stefan Zierke erstmals im Bundestagswahlkreis Uckermark – Barnim I für den Bundestag und wurde über die Landesliste gewählt.
Im 18. Bundestag war Zierke ordentliches Mitglied im Ausschuss für Verkehr und digitale Infrastruktur sowie im Tourismusausschuss; er war stellvertretender tourismuspolitischer Sprecher der SPD-Bundestagsfraktion sowie deren radpolitischer Sprecher.
Seit Einzug in den Bundestag ist Stefan Zierke Mitglied des Seeheimer Kreises.
Seit 2015 ist Stefan Zierke Sprecher der brandenburgischen SPD-Bundestagsabgeordneten. Von 2015 bis 2018 war er zudem Vorsitzender der Landesgruppe Ost in der SPD-Bundestagsfraktion, dem Zusammenschluss der (damals 29) ostdeutschen SPD-Bundestagsabgeordneten.
Bei der Bundestagswahl 2017 kandidierte Stefan Zierke zum 2. Mal als SPD-Direktkandidat im Wahlkreis Uckermark Barnim I und wurde erneut über die Landesliste der SPD Brandenburg in den Bundestag gewählt. Zunächst war Stefan Zierke ordentliches Mitglied im Ausschuss für Ernährung und Landwirtschaft.
Nach Bildung der erneuten Großen Koalition als Bundesregierung wurde Zierke am 14. März 2018 von der Bundesministerin für Familien, Senioren, Frauen und Jugend, Franziska Giffey, zum Parlamentarischen Staatssekretär im Kabinett Merkel IV ernannt. Dieses Amt hatte er bis zum 8. Dezember 2021 inne.
Bei der Bundestagswahl 2021 erhielt er das Direktmandat im Wahlkreis Uckermark Barnim I. Im 20. Deutscher Bundestag ist er Mitglied im Ausschuss für Tourismus und tourismuspolitischer Sprecher der Fraktion. Zudem wurde 2022 zum Präsidenten der Deutsche Parlamentarische Gesellschaft gewählt. 